# Paphiopedilum wentworthianum
Paphiopedilum wentworthianum är en orkidéart som beskrevs av Schoser och Jack Archie Fowlie. Paphiopedilum wentworthianum ingår i släktet Paphiopedilum och familjen orkidéer. Inga underarter finns listade i Catalogue of Life.